# Trichoplites ingressa
Trichoplites ingressa är en fjärilsart som beskrevs av Louis Beethoven Prout 1939. Trichoplites ingressa ingår i släktet Trichoplites och familjen mätare. Inga underarter finns listade i Catalogue of Life.